# Pulsatilla cernua
Pulsatilla cernua är en ranunkelväxtart som först beskrevs av Carl Peter Thunberg, och fick sitt nu gällande namn av Bedřich Všemír von Berchtold och Presl. Pulsatilla cernua ingår i släktet pulsatillor, och familjen ranunkelväxter. Inga underarter finns listade i Catalogue of Life.

## Bildgalleri

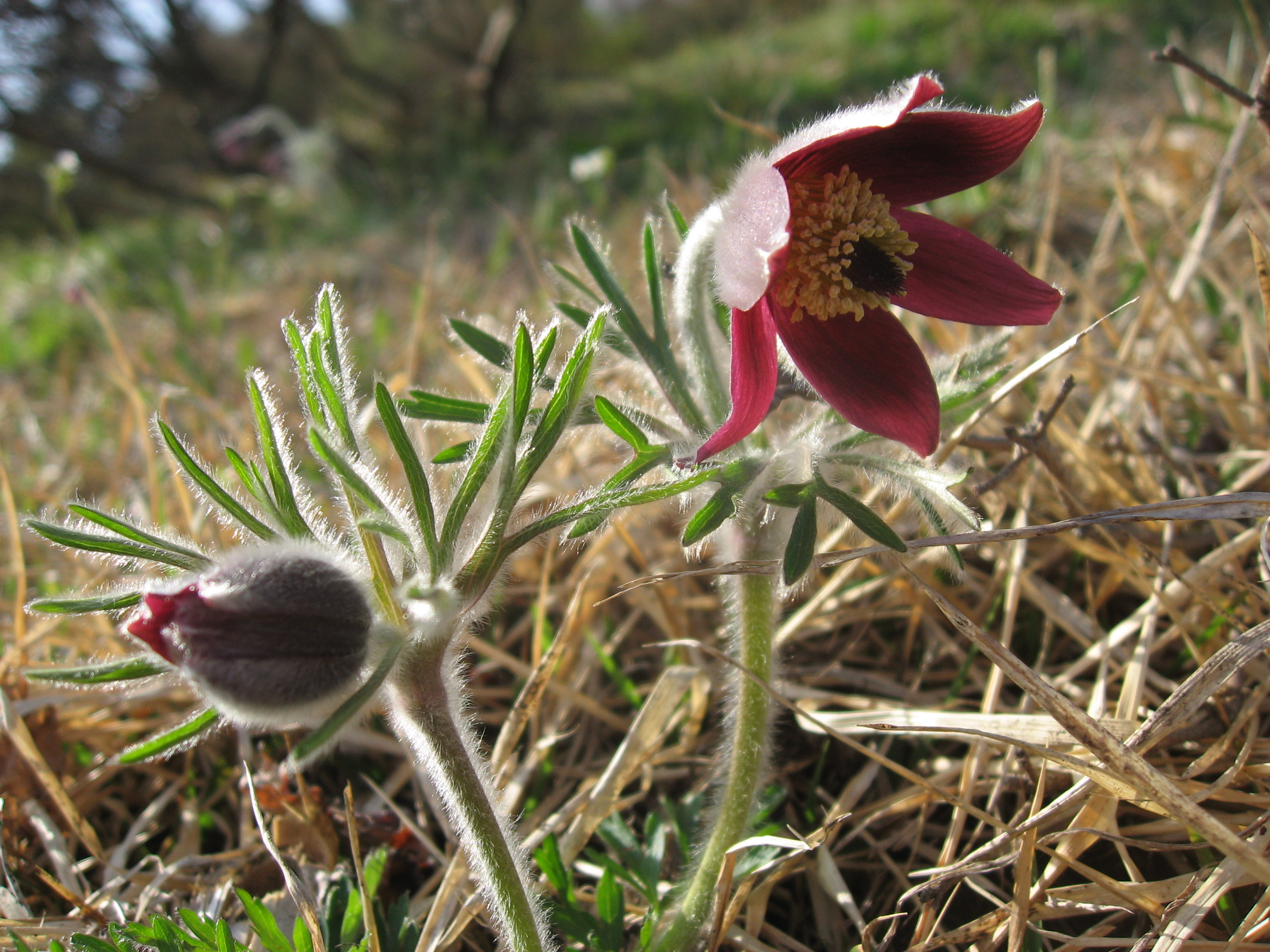
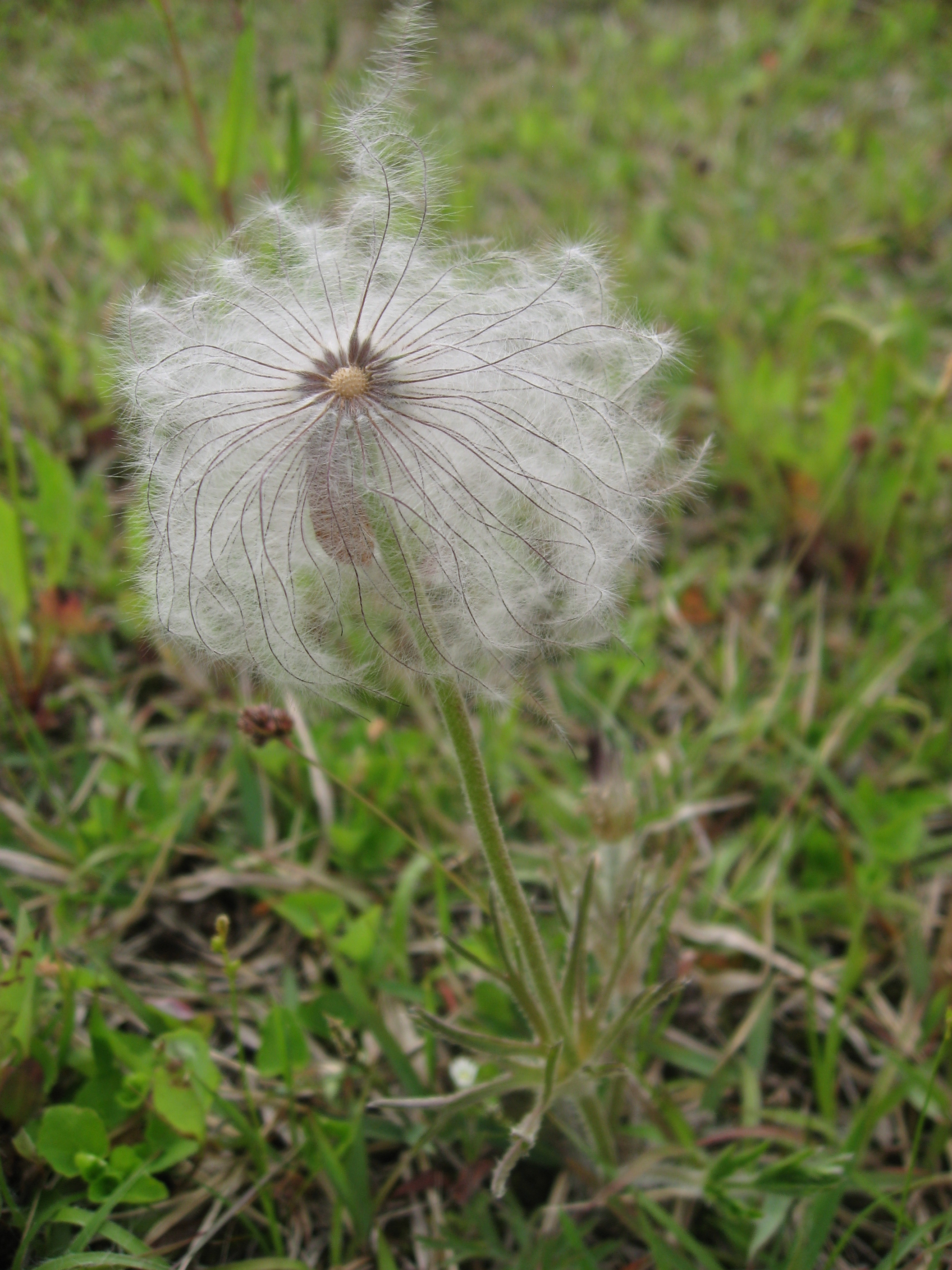
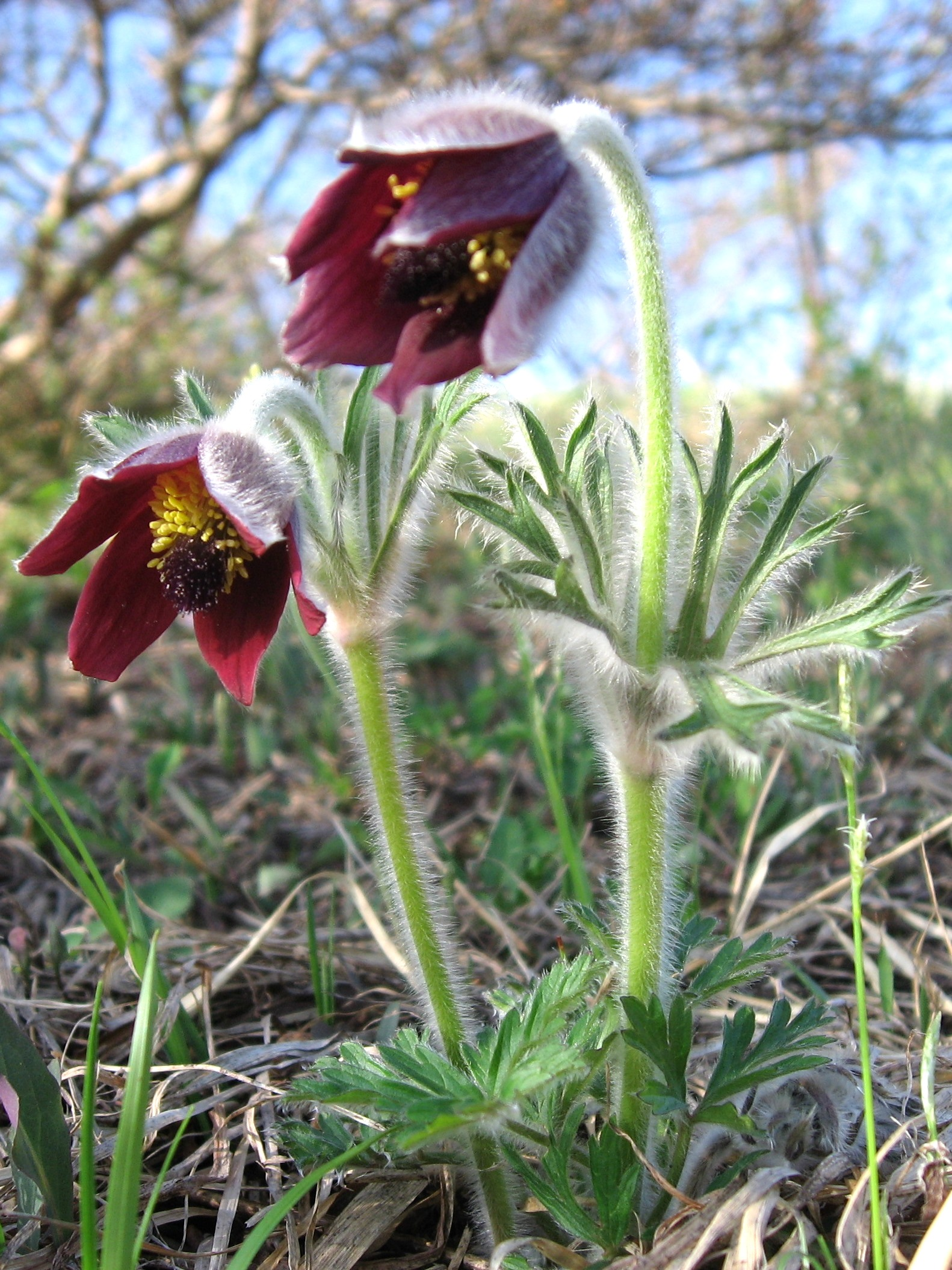